# Шунсола
 Шунсола  — деревня в Сернурском районе Республики Марий Эл. Входит в состав Верхнекугенерского сельского поселения.

## География
Находится в северо-восточной части республики Марий Эл на расстоянии приблизительно 5 км на юго-восток от районного центра посёлка Сернур.

## История
Известна с 1802 года, когда здесь в 12 дворах насчитывались 33 ревизские души. В 1885 году было 20 дворов с населением 112 человек, все мари. В 1925 году в 22 дворах проживали 120 человек. В 1975 году насчитывалось 25 дворов и 141 человек. В 2005 году числилось 29 дворов. В советское время работал колхоз «Йошкар-Шудыр».

## Население
Население составляло 107 человек (мари 99 %) в 2002 году, 125 в 2010.